# Leukodystrofia metachromatyczna
Leukodystrofia metachromatyczna (ang. metachromatic leukodystrophy, MLD) – uwarunkowana genetycznie lizosomalna choroba spichrzeniowa należąca do grup leukodystrofii i sfingolipidoz.  
Tak jak w innych leukodystrofiach w przebiegu MLD nieprawidłowy jest rozwój mieliny, co prowadzi do rozlanej demielinizacji w mózgu i nerwach obwodowych. Z powodu niedoboru enzymu, arylosulfatazy A (sulfatazy cerebrozydu, ARSA), dochodzi do spichrzania metachromatycznych złogów siarczanu cerebrozydu w układzie nerwowym (ośrodkowym jak i obwodowym) i narządach wewnętrznych (pęcherz moczowy, jądra). Dziedziczenie jest autosomalne recesywne, co oznacza, że aby dziecko zachorowało, oboje rodzice muszą być nosicielami wadliwego genu. 
Wyróżnia się kilka allelicznych i nieallelicznych postaci choroby, różniących się nasileniem objawów i wiekiem ich wystąpienia
- postać późnoniemowlęca
- postać młodzieńcza
- postać dorosłych[2]

## Leczenie

### Terapia genowa
W grudniu 2020 w Unii Europejskiej został dopuszczony do użytku lek Libmeldy. Libmeldy jest terapią genową, co oznacza, że działa przez dostarczenie genów do organizmu. Substancja czynna leku to komórki macierzyste, pochodzące z własnego szpiku kostnego lub krwi pacjenta, które zostały zmodyfikowane tak, aby zawierały kopię genu produkującego enzym ARSA i mogły dzielić się w celu wytwarzania innych typów krwinek. Lek ten przeznaczony jest dla dzieci, u których nie rozwinęły się jeszcze objawy, oraz dzieci z wczesnymi objawami klinicznymi choroby, mogących nadal poruszać się samodzielnie i u których nie pogorszyła się sprawność umysłowa.
W trakcie leczenia z krwi lub szpiku kostnego pacjenta pobiera się komórki CD34+ (komórki, które mogą wytwarzać białe krwinki). Do pobranych komórek wprowadzany jest gen umożliwiający im wytwarzanie ARSA. Używa się do tego wirusa zwanego lentiwirusem, zmienionego genetycznie, tak aby mógł przenosić gen ARSA do komórek i nie powodował choroby wirusowej u ludzi. Tak zmodyfikowane komórki podaje się pacjentowi jednorazowo w formie wlewu dożylnego (kroplówki). Po podaniu do żyły pacjenta lek jest transportowany przez krwiobieg do szpiku kostnego. Tam komórki macierzyste CD34+ zaczynają rozwijać się i produkować prawidłowe białe krwinki, zdolne do wytwarzania działającego ARSA.
W badaniach klinicznych dzieci, którym podano lek przed wystąpieniem objawów choroby, rozwijały się podobnie jak zdrowi rówieśnicy. 

### Enzymatyczna terapia zastępcza
Obecnie trwają badania nad enzymatyczną terapią zastępczą na MLD. W 2019 roku rozpoczęło się badanie kliniczne.